# Jughead (Lost)
2009. január 28-án került először adásba az amerikai ABC csatornán a sorozat 86. részeként. Elizabeth Sarnoff és Paul Zbyszewski írta, és Rod Holcomb rendezte. Az epizód Desmond David Hume centrikus.
|  | Alább a cselekmény részletei következnek! |

## Az előző részek tartalmából
Daniel felfedte társainak, hogy Ben kimozdította őket az időben, így folyamatosan más idősíkba kerülnek. Faraday beszélt a még a Hattyúban raboskodó Desmonddal, és megkérte, keresse meg az anyját. Des 2007-ben felriad álmából, és hirtelen emlékezni kezd Dan üzenetére.

## A folytatás – Külvilág, 2005
Desmond a Fülöp-szigetekhez tartozó Mabuhay szigetén egy Efren Salonga nevű orvost keres. Miután megtalálta, visszarohan vele a hajóra, és leviszi Penny-hez, aki már jó ideje vajúdik. A doktor levezeti a szülést, majd közli, hogy a gyermek fiú.

## Külvilág, 2007
Hume a part közelében Nagy-Britanniáról beszél fiának, azon belül pedig Skóciáról, ahol megismerte Penelope-t. Penny is megjelenik a fedélzeten, és kiegészíti azzal a történetet, hogy ugyanitt tört össze a szíve is, valamint a fiú nagyapja meg akarta öletni Des barátait. Desmond megnyugtatja Pent, hogy csak elmegy Oxfordba, felkeresi Faraday anyját, azt követően pedig indulnak is. Charles Widmore sosem fogja megtudni, hogy ott jártak. Ezt meg kell tennie, hogy megmenthesse hátrahagyott társait.

## Sziget, 1954
Miles-ék a patakhoz tartanak, ahogy Sawyer azt meghagyta nekik. Daniel bevárja Charlotte-ot, és afelől érdeklődik, hogy érzi magát. Lewis elmondja, kettős látása van, szédül, és még a feje is jobban fáj, mint eddig. Dan megáll, Charlotte pedig rákérdez, tudja-e, mi baja van. A fizikus szerint nem lesz semmi probléma, ő legalábbis nem fogja engedni. Miles hátraszól társainak, hogy megérkeztek a partra, de sehol senki. Azon gondolkodnak, hol lehetnek a többiek, mikor Straume észrevesz egy aknához csatlakozó huzalt. Azonnal odaüvölt az előtte sétáló embereknek, hogy álljanak meg, ám már késő. Az aknák felrobbannak, a két túlélő meghal, a fák közül pedig íjakkal és puskákkal felfegyverkezett emberek jönnek elő. Egy fiatal nő a Miles által rangidősnek kijelölt Faraday-hez fordul, és megkérdezi, muszáj volt-e idejönniük.

## Külvilág, 2007
Penny még mindig nem érti, miért kell Desnek egy hirtelen beugrott emléke miatt felkeresnie Dan anyját. A férfi leszögezi, csak szól neki, hogy a fia még mindig a Szigeten van, aztán este már el is hajózhatnak. Pen megkéri őt, hogy azt is ígérje meg, hogy sosem tér vissza a Szigetre. Hume nem érti, egyáltalán miért is kéne visszamennie. Ezután kilép a kabin ajtaján.

## Sziget, 1954
A fiatal nő Dant kérdezi, hogy hol vannak a többiek. Miles szerint biztos ők is felrobbantak a támadóik aknáitól, ahogy két társuk is. A szőke azt feleli, a robbanószereket nem ők helyezték el, hanem Straume-ék.
Juliet elmondja Locke-nak, a két foglyuk azok közül való, akik megtámadták őket este a parton. Sawyer szeretné tudni, hol járt eddig a kopasz, de Burke félbeszakítja a beszélgetést. Szerinte később is sztorizgathatnak, most inkább a társaikkal kéne törődni. James felhozza, hogy kötél híján nem tudják a két támadót magukkal vinni, így meg kell őket ölni. Ekkor az egyik idegen latinul megkérdezi a másikat, hogy miért nincs fogva tartóikon egyenruha. Juliet mindezt érti, mivel latinul a Többiek szoktak beszélni, tehát a két ember is közéjük tartozik.
A Charlotte-ékat kísérő csoport Miles megérzése szerint épp négy nemrég eltemetett amerikai katona fölött halad el. Hármukat lelőtték, a negyedik pedig sugárfertőzésben halt meg. Időközben Daniel is észrevesz valamit, mégpedig azt, hogy az egyik ember keze be van kötve. Dan érdeklődne a kínaitól, hogy mit hallott még a sír környékén, ekkor viszont a szőke nő közbeszól, hogy megérkeztek a táborukba. Azonnal beszól az egyik sátorba Richardnak, ahonnan ki is sétál Richard Alpert. Egy gyors bemutatkozás után Alpert megkérdezi, hogy a bombájukért jöttek-e vissza.

## Külvilág, 2007
Desmond az Oxford Egyetemen Daniel adatai után érdeklődik, de nem tudnak információval szolgálni, mivel semmilyen Faraday nem szerepel a nyilvántartásukban. Des ezt követően Dan laboratóriuma felé veszi az irányt. A termet zárva találja, így belöki az ajtót. Odabent meglel néhány berendezést azok közül, melyeket a fizikus évekkel ezelőtti találkozásukkor használt. Azóta valaki letakarta őket, és a tárgyak egy részét is elszállították. A földön egy fényképet is lát, ami Danielt egy fiatal nő társaságában ábrázolja. A kutakodás közben megjelenik egy gondnok, aki megkéri a férfit, ne érjen hozzá a fizikus dolgaihoz. A jövevény tud Faraday időutazásos kísérleteiről, amiket nevetségesnek tart. Felajánlja Hume-nak, hogy eltekint a rongálásától, amennyiben azt hazudja barátainak, hogy nem talált semmi mást, csak egy őrült ember néhány holmiját. Desmond beleegyezik, és már távozik is, de még megkérdezi, miért törölték Daniel adatait a nyilvántartásból. A gondnok elmondja, nem csodálja, hogy az illetékesek ezt tették azok után, amiket Dan művelt egy bizonyos lánnyal.

## Sziget, 1954
A Többiek Milest, Charlotte-ot és Danielt egy sátorban helyezik el. Straume szerint halálra vannak ítélve, ám ezt Faraday nem így látja. Ő úgy véli, csak ki kell tartaniuk a következő időugrásig, amikor is minden eltűnik. Azt viszont ő sem tudja megmondani, ez mikor fog bekövetkezni. Lewis nem érti, hogy miért teszik ezt velük, erre a fizikus felvilágosítja, hogy valószínűleg azért, mert azt hiszik, az amerikai hadsereg tagjai. Ezért ha élni akarnak, meg kell őket hagyni ebben a hitben. Richard belép a sátorba, és megkérdezi, hol vannak a többiek. Dan nem árulja el, mert abban a hitben él, hogy akkor megölnék őket. Alpert felvilágosítja, hogy ők kezdték az egészet azzal, hogy a szigetükre érkeztek kísérletezni. Rájuk lőttek, ők pedig csak védekeznek. Daniel elmondja, hogy ők csak tudósok, erre pedig Richard úgy reagál, hogy biztosan a bomba megjavítását tervezik. A fizikus rákérdez, hogy a hidrogénbombára gondol-e, mert ha igen, akkor valóban az a céljuk. Van is rajta javítanivaló, ha az egyik támadó égési sérüléseit veszi alapul. Mivel a szerkezet nagyon instabil, hatástalanítania kell, különben mind meghalnak. Alpert nem tudja, bízhat-e foglyában, hiszen akár egy öngyilkos-akciót is tervezhet. Faraday azzal bizonyítja be, hogy ezt nem tenné meg, hogy közli, mellette ül az a nő (Charlotte), akibe halálosan szerelmes, nem tudna neki ártani. Richard így már hisz neki, de kilátásba helyezi a lehetőséget, hogy ha Dan mégis megkísérli átverni, Lewis fogja megszenvedni az ostobaságát.
Locke-ék a patakhoz tartanak. A kopasz megpróbálja szóra bírni az egyik támadót, aki meg is osztja vele, hogy a többi túlélő már valószínűleg halott, mivel Sawyernek hála pontosan tudták, hova fognak menekülni. Juliet latinul közli a fogollyal, nem ők az ellenségek. Megkéri, vigye őket a táborukba Richard Alperthez, nem fogják őket bántani. Az idegen beleegyezik, és már el is kezdi ismertetni az útvonalat, mikor a társa kitekeri a nyakát, majd menekülni kezd. James felszólítja Johnt, hogy lője le, de ő nem tudja megtenni, Ford pedig mellélő. Az elmulasztott lehetőség miatt felelősségre vonja a kopaszt, aki elmondja, azért nem tudta megölni, mert ő az egyik embere.

## Külvilág, 2007
Desmond megtalálja azt a házat, amit keresett. Kopogtat, egy nő nyit neki ajtót. Des bemutatkozik, és közli, hogy Theresa Spencert keresi, Daniel Faraday-től kapta meg a címét. A név hallatán a nő (Abigail) beinvitálja, és felkíséri testvére szobájába. A fiatal hölgy gépekre csatlakoztatva fekszik ágyában. Abigail közli, most nincs köztük. Néha felébred, olyankor kisgyereknek képzeli magát, és a babáját keresi. Hume távozni készül, ám ekkor a nő a fejéhez vágja, hogy Faraday is ugyanezt tette. Otthagyta Theresa-t a súlyos betegségével. Desmond ezen elképed, de azon még inkább elcsodálkozik, hogy Abigail Charles Widmore-t említi megmentőjükként. Widmore mellékesen Daniel kísérleteit is finanszírozta, valamint a következményekért is vállalta a felelősséget.

## Sziget, 1954
Miles meglepődve hallja, hogy az USA az ’50-es években hidrogénbombákat tesztelt a Csendes-óceán déli részén. Charlotte felhozza, hogy Dan mást is kitalálhatott volna, amivel meggyőzhette volna Alpertet. Faraday azzal indokolja meg tettét, hogy amit mondott, mind igaz. Időközben megérkezik a szőke nő is, és kiadja a parancsot az indulásra. Alpert kioldozza a kezét, közben elmondja a katonák igaz történetét: 1 hónapja 18 amerikai katonába ütköztek a dzsungel közepén. Megadták nekik a békés távozás lehetőségét, de ők nem éltek vele, ezért egy, a ranglétrán feljebbálló személy parancsának értelmében meg kellett halniuk. A következő másodpercben megérkezik a táborba a John elől menekülő férfi. Daniel kiléte felől érdeklődik, Richard pedig megnyugtatja, hogy ő oldja meg a problémájukat, ezért a szőke nőt, akinek neve Ellie, el is küldi, hogy kísérje el a fizikust. A srác ezt elmondja, hogy leszerelték őket, de ő elmenekült, a támadói pedig nem követték, mivel a vezetőjük túl öreg a tempó tartásához.
Azonban ez így korántsem igaz. John, Juliet és James távolabbról figyelik a tábort. Burke vezette őket oda, mivel tudja, hol szokott tartózkodni Richard. Locke fel is teszi a kérdést, hogy milyen idős lehet, de erre csak azt a választ kapja, hogy öreg. A kopasz reményét fejezi ki, hogy folytathatják a korábban elkezdett beszélgetésüket a sziget megmentéséről. Közben Sawyer tudatja velük, Faraday-t most viszi el egy nő a dzsungelbe. John elindul a tábor felé, és meghagyja társainak, hogy ad nekik 10 perc előnyt, csak azután fedi fel magát a Többieknek.
Ellie megkérdezi Danielt, miért bámulja. A férfi először tagadja ezt, de aztán igazat ad a nőnek, azt is elmondja, hogy nagyon hasonlít valakire. Ellie megáll, és fegyvert szegez a fizikusra, mivel nem hiszi el a meséjét. Dan közli, ő a legjobb esély a megmenekülésükre, mivel csak ő tudja hatástalanítani a bombát. A szőke nő ki is adja neki az utasítást a műveletre, mivel megérkeztek a Jughead nevű szerkezethez, ami egy emelvényről lóg lefelé. Faraday némi vizsgálódás után tisztes távolságra siet az eszköz mellől. Ellie azonnal fegyvert fog rá, és a lövéssel fenyegetőzik, de a férfi hamar meggyőzi, hogy egy hidrogénbomba közelében nem a legjobb ötlet tüzelni. Daniel ólmot vagy betont kér, amivel betömheti a megrepedt burkolatot, mert az potenciális veszélyt jelent. Utána pedig óvatosan le kell szedni a bombát, majd el kell temetni. A nő nem hisz neki, ezért Dan felfedi, hogy 50 év múlva, mikor a Szigetre érkezik, minden rendben van. Ellie ennek hallatára még inkább elveszti bizalmát a fizikusban. Ekkor megjelenik Sawyer és Juliet, s a fegyver eldobására kényszerítik a nőt. James meglepve hallja, hogy Faraday felfedte titkukat a Többiek egy embere előtt.

## Külvilág, 2007
Desmond beront Charles Widmore irodájába. Az öreg kiküldi titkárnőjét és testőrét. Hume közli, nem válaszokat akar adni, inkább ő szeretne kapni a kérdésére. Amint megkapta őket, el is tűnik, nem látják többet egymást. Des rögtön rákérdez, hol van Daniel Faraday anyja. Charles kerüli a válaszadást, először ő szeretné megtudni, hogy a lánya biztonságban van-e. Választ nem kap, így kénytelen felírni a nő címét, aki jelenleg Los Angelesben él. Desmond már távozna is, mikor az öreg utána szól, hogy az üzenet kézbesítése után hagyjon fel mindennel, bújjanak el oda, ahol eddig is voltak, mert nem szeretné, ha Penny-nek baja esne. Ugyanis most egy nagyon hosszú történetbe ütötték az orrukat, amihez semmi közük sincsen.

## Sziget, 1954
John Richard nevét üvöltözve besétál a táborba. A Többiek fegyvert fognak rá, végül Alpert is megjelenik. A kopasz bemutatkozik, s még hozzáteszi azt is, hogy Jacob küldte. Richard leteteti a fegyvert, de a srác, aki elmenekült Julietéktől, nem akar engedelmeskedni, ezért a férfi ráparancsol: "Azt mondtam, tedd le a fegyvert... Widmore." Locke megkérdezi a fiatalembert, hogy Charles Widmore-nak hívják-e. Widmore hetykén válaszol, John pedig közli, örvend a találkozásnak.

## Külvilág, 2007
Visszatérve a hajóra Desmond elmondja Penny-nek, hogy nem találta meg Faraday anyját, mert meghalt. A nő átlát a szitán, és az igazságot akarja tudni, így Hume elmondja, hogy Los Angelesben van, de ez már nem az ő dolga. Pen aggódik, hogy ha a férfi másnap szintén egy hasonló emlékkel ébred, újrakezdődik az egész. Des leszögezi, el fogja felejteni azokat az álmokat, mivel most már csak ők fontosak neki: Penelope és Charlie. Semmiért sem hagyná el őket. Penny sejti, hogy ez nem működne így, ezért kijelenti, ők mindenhová követni fogják.

## Sziget, 1954
Richard a Johntól kapott iránytűt nézegeti, közben pedig a történetét hallgatja. Locke megkérdezi, hogyan hagyhatja el a Szigetet, de Alpert nem nagyon szeretné ezt elmondani neki, mivel szigorúan bizalmas információnak tartja. A kopasz elmondja, hogy fontos dolgok várnak rá odakint, valamint ő a Többiek vezetője. Richard közli, a vezetőjelölteket többek között gyerekkoruk óta figyelik, a látottak alapján döntenek sorsukról. John megkérdezi, hogy melyik évben vannak most, s mikor megtudja, hogy 1954-ben, megkéri Alpertet, hogy 1956. május 30-án legyen Tustin városában, mivel ott fog megszületni. Így bebizonyosodhat, hogy igaza van. Amint elhangzott ez a mondat, újból jelentkeznek az időutazás jelei. Locke kétségbeesve kérleli Richardot, mondja el, hogyan juthat ki a Szigetről, de nem kapja meg a választ.

## Sziget, ismeretlen időpont
A tábor eltűnt, de John, Sawyer, Juliet, Daniel, Miles és Charlotte ott maradtak, ahol voltak. Dan odarohan Charlotte-hoz, hogy eloldozza. Miután ez sikerült, a haját kezdené el simogatni, ekkor viszont Lewis elveszti egyensúlyát, majd ájultan a földre zuhan, miközben az orrából ömlik a vér.
|  | Itt a vége a cselekmény részletezésének! |